# Peter Goldsworthy
Peter Goldsworthy (n. 12 octombrie 1951) este un scriitor australian. A câștigat numeroase premii literare pentru operele sale variate ce includ: nuvele, poezii, romane și librete.

## Romane
- Maestro (1989)
- Magpie (1992)
- Honk If You are Jesus (1992)
- Wish (1995)
- Keep it Simple, Stupid (1996)
- Three Dog Night (2003)

## Colecții de poezii
- Readings from Ecclesiastes, (1982)
- This Goes with That: Seelcted Poems 1970-1990, (1991)
- After the Ball, (1992)
- If, Then: Poems and Songs, (1996)
- New Selected Poems (2001)
- Tattered Joys (2002)

## Colecții de nuvele
- Archipelagoes (1982)
- Zooing (1986)
- Bleak Rooms (1988)
- Little Deaths (1993)
- The List of All Answers (2004)